# Paternoster (Afrique du Sud)
Paternoster est l'un des plus anciens villages de pêcheurs de la côte ouest de l'Afrique du Sud. Il est situé à 15 km au nord-ouest de Vredenburg et à 145 km au nord du Cap, à Cape Columbine, entre la baie de Saldanha et la baie de Sainte-Hélène. La ville couvre une superficie de 194,8 hectares et compte environ 1 883 habitants.
L'origine du nom reste inconnue. Beaucoup de gens croient que le nom, qui signifie « Notre Père » en latin, se réfère aux prières des marins portugais au moment de leur naufrage à proximité du site. Il apparaît comme St. Martins Paternoster sur une ancienne carte de Pieter Mortier(publiée chez Covens & Mortier). D'autres personnes croient qu'il se réfère aux perles que portait la tribu Khoi qui s'appelaient Paternosters.

## Galerie photos

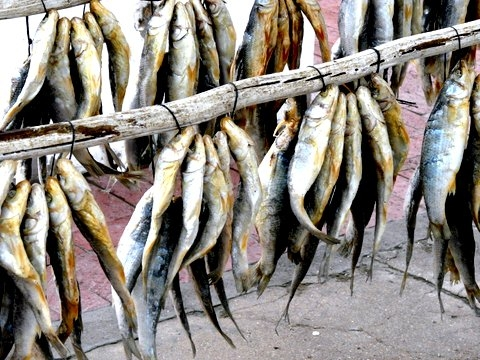
Bokkoms - mulets entiers, salés et séchés
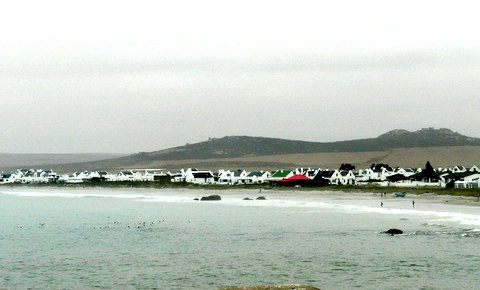
La baie de Paternoster
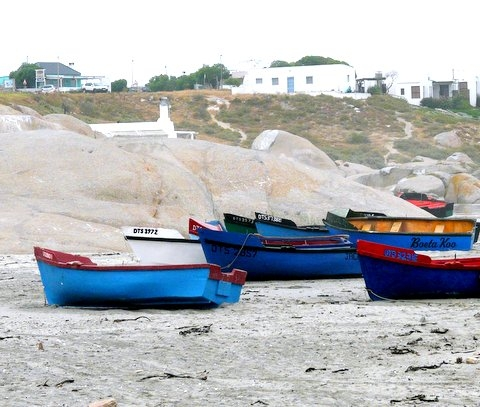
Bateaux de pêcheurs à Paternoster